# 法政大學大屠殺
法政大學大屠殺，亦稱10月6日事件為1976年10月5日至6日間发生於泰國的屠殺事件，該國右派民間組織在官方推波助瀾下進入曼谷的泰國國立法政大學校園內對抗議獨裁者他侬·吉滴卡宗返國而聚集的學生施以暴行、性侵並將之殺害，是泰國歷史於二十世紀民主化的重大挫敗，使泰國軍政府對人權的漠視原形畢露。今日泰國政府仍未承認這起事件中的罪行，在民間也鮮少有人提起，導致與此相關的經歷成了一段噤聲的歷史。學者認為，法政大學大屠殺事件與墨西哥特拉特洛爾科事件、台灣二二八事件類似，經過數十年才打破沉默，且相關紀錄尚未完整呈現。
泰國在二戰後雖然採君主立憲制，實際上國家長期處於軍政府獨裁統治之下，法政大學大屠殺事件結束了1973年人民起義之後開啟的短暫民主時期。之後泰國回歸軍政府統治，實行戒嚴。
根據官方統計，大屠殺一共導致46人死亡，167人受傷，3059人被捕。

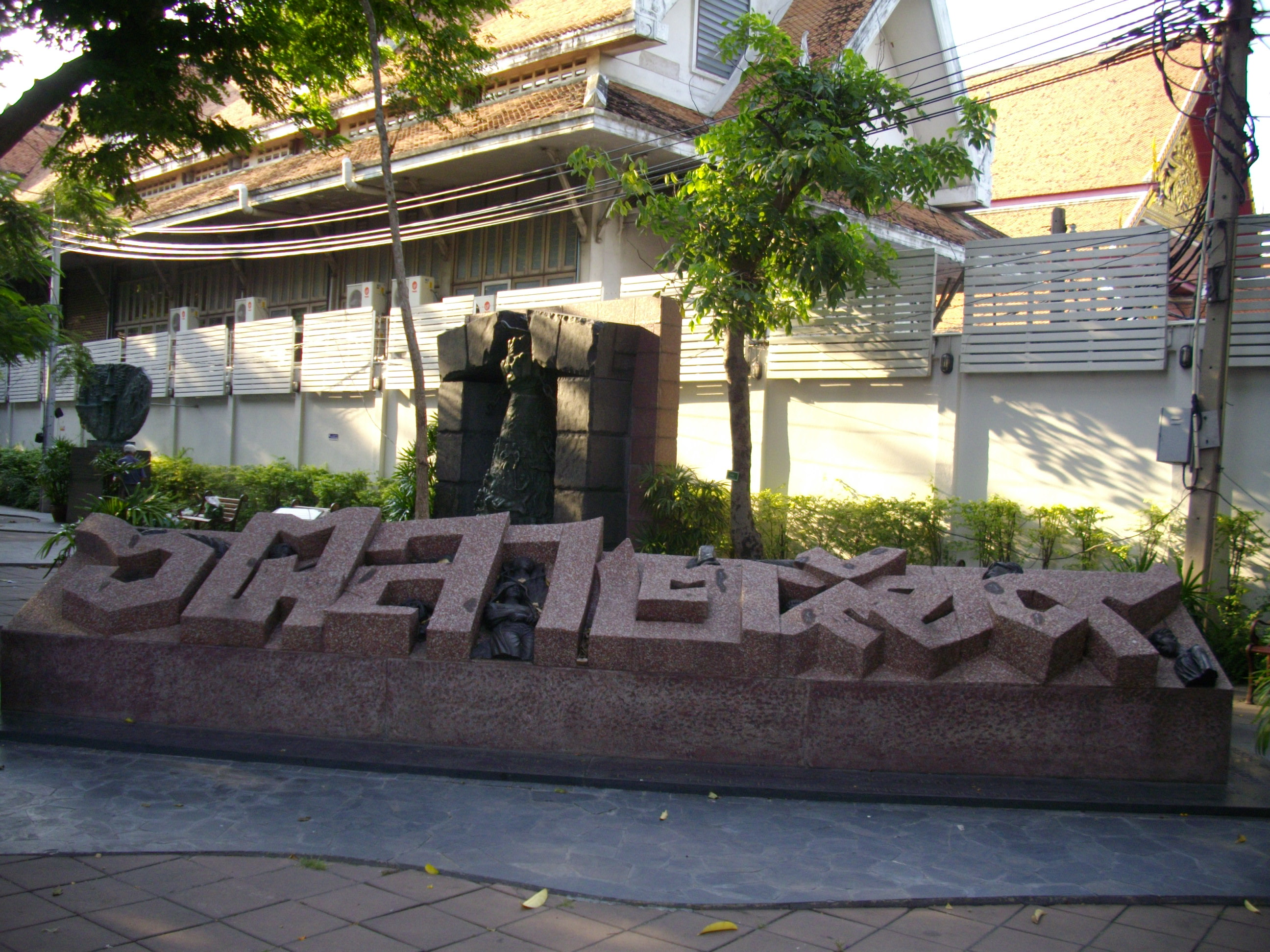
紀念法政大學大屠殺的雕塑

## 背景

### 1973年前泰國經濟與政治
長久以來，泰國經濟結構上相當依賴國內農業。然而，在二十世紀初引進輕工業後，城鄉差距逐漸變大，使泰國的經濟結構小幅轉變。在泰國經濟發展時，多數居住在鄉村地區的人口並沒有享受到經濟發展的果實，導致鄉村普遍貧窮且教育水準偏低。這樣的經濟狀況促成了1973年學運。學生運動的主要訴求之一，即是要求人民受教機會平等以及消除貧窮，以期開創一個較為穩定的政治與經濟環境。
在政治上，泰國的權力結構是由少數菁英團體主導，包含了軍政府、貴族階級以及官僚等。而其中又以泰國皇家軍隊勢力最為強大，自從1932年推翻君權制度後，軍方一直操控著國家的政治機器，貪汙、腐化的問題相當嚴重，自然導致了民怨升高，且孕育了政治衝突的氣氛。

### 1973年人民起義

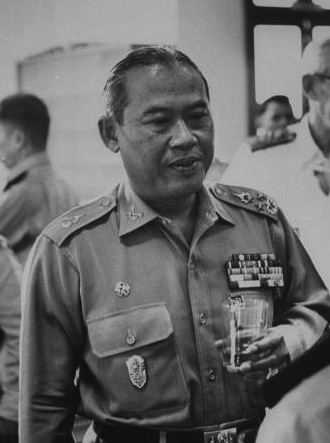
他侬·吉滴卡宗，泰國總理及軍事強人

第二次世界大戰之後，泰國處於軍政府傾美時期，獨裁的軍政府在美國中央情報局的支持下全力防堵國內共產主義的發生，對民主嚴加控管，限縮學生的參政空間。政府在1960年代開始推動工業化經濟政策造成農村民生凋敝。同時，1963年他儂·吉滴卡宗上台繼任總理之後，放寬言論管制，重新開啟大學批評時政的風氣，大學生亦自此時由一萬五千人成長到十五萬人，學生運動隨之風起雲湧。
1973年十月，數十萬曼谷學生及民眾集結在泰國民主紀念碑前，要求政府立即釋放因為發放提倡制定新憲法的傳單而被捕的學生及教授。軍方採取暴力鎮壓之後卻因為內部將領不合分裂。泰國國王普密蓬·阿杜德見事態嚴重，隨即介入調停。最終，軍政府三巨頭同時辭職，總理他儂·吉滴卡宗下台，逃亡美國，其餘兩人布拉帕斯·乍魯沙提恩與克羅諾爾·納隆則逃往台灣。後人將此次行動歸功於全泰學生中心以及其對民主自由的堅持，是故亦常稱為1973泰國學生運動。

### 1973年-1976年，民主短暫重現
學運之後，自由民主的概念在泰國傳播開來，學生開始著重社會主義及馬克思思想的研究。1973到1976年的泰國政治，政治民主更加開放，舊有價值觀受到挑戰，保守與改革的勢力相互衝撞。全泰學生中心在學運結束後依然持續發揮影響力。在1974-75年間，駐外美軍撤離的議題在國內延燒，全泰學生中心要求美軍撤兵，而從經濟角度出發，美軍在泰國當地直接或間接提供了約三萬個工作機會，其撤離造成失業問題，從而引起右派團體的反彈。同時軍方也擔心美軍的撤出將使得泰國難以對抗共產主義的擴散。而這是日後1976軍事政變的導因之一。
全泰學生中心在1974年間動員學生到鄉間宣傳民主理念及解決農民經濟問題，學生在這過程中更加了解農民的困境，之後更幫助農民成立了泰國農民聯盟（สหพันธ์ชาวนา ชาวไร่แห่งประเทศไทย；）對抗地主。在1973-76年的開放政治期間，學生聯合農民及勞工團體進行罷工與示威，文人政府無法有效處理這些團體的訴求，右翼軍方擔心學運勢力壯大與農民、勞工組織的成長，因此軍方培養了反左派的右翼團體以期達到制衡效果，同時軍方也對文人政府的施政感到不滿，包含政府無法保障軍人福利以及美軍撤退的決定讓他們恐懼泰國將遭到赤化。軍方在這三年間組成若干右翼團體以對抗學生運動，大概可分為納瓦朋、紅色野牛及鄉村保皇軍，並且維護「國族、宗教、君主」三位一體的傳統。

### 左右翼衝突激化
1973年人民起義之後泰國國王蒲美蓬·阿杜德隨即向新總理訕耶·探瑪塞下令成立新憲法起草委員會，並要求其通過應經過人民公投，而非當時還是他儂勢力為主的議會。但1974年開始，因為民主開放的緣故，大量農民與工人在全泰學生中心組織下發起街頭抗爭，要求更合理的榖價、地權與工資。
同時，他儂離開之後，泰軍原在美國跨國反共主義下成立的反共司令部（กองอำนวยการป้องกันและปราบปรามคอมมิวนิสต์；）改組為國內治安維持司令部。該部隊的作法是以維護國家、信仰、皇權之名，更加強硬地掃蕩共產主義在鄉間的基地。其於1974年收編早期由泰國邊境巡邏警察在鄉間成立的鄉村保皇軍，希望借助其既有的組織規模與反共意識控制高漲的左翼運動氣氛。該組織本就和皇室來往密切，國王甚至出席過許多次的結業授旗儀式，許多人因此將入隊視同為進入皇室的曼荼羅當中。
蒲美蓬·阿杜德向右派的靠攏的原因除了愈發動盪的社會秩序之外，還有樞密院的人士逐漸由右派將領取代、右派媒體對於學生、農民、勞工的赤化報導等等，使他逐漸相信混亂的情況只能由強硬的軍政府解決，最終導致其召回他儂以取代三年來的文人政府。

### 導火線
1976年9月，在1973年學生運動中驅逐出境的前總理他儂·吉滴卡宗返泰，引發學生大規模的示威抗議。全泰學生中心組織學生、農民與勞工參與抗爭，要求政府驅逐他儂，並在十天內回覆群眾訴求。10月4日，兩名張貼反他儂海報的民眾遭到警察射殺，引發群眾憤怒，學生們在泰國國立法政大學校園發起另一次大規模抗議，抨擊該射殺事件凸顯政府漠視及專制的態度。他們在行動劇吊死一名民眾的劇情中意外選用一名長相酷似王太子玛哈·哇集拉隆功的學生，隔天的右派報紙《暹羅星》（ดาวสยาม）與泰軍電台大力報導此事，指稱學生是「受到共產黨鼓舞，意圖破壞社會秩序」。至此，對於整個衝突的詮釋從「獨裁政權的回歸」變成「一群共產主義者企圖摧毀皇室和整個國家」。

## 過程
1976年10月5日傍晚，當地警察、邊境巡警以及「納瓦朋」、「紅色野牛」和「鄉村保皇軍」等原本就在曼谷抗議社尼·巴莫新內閣的右翼民間團體動員人力包圍校園附近區域，總數大約四千餘人。
10月6日的清晨，這些半軍事團體封鎖校門，並開始以M16突擊步槍、手槍、手榴彈、無穿甲的後座力步槍攻擊抗議學生。他們不讓任何人離開校園，包括傷患。學生迅速要求停火，有一名學生出面投降時卻又反遭槍殺。有些學生跳進昭披耶河試圖潛水逃離，卻遇到泰國皇家海軍小艇阻攔射殺；有些人趴地以示投降，卻挨致一頓毒打，甚至有人遭到活燒；並有警察和紅色野牛參與者強暴女學生。屠殺一直到中午降下暴風雨才停止。但此時又有數萬「鄉村保皇軍」進入曼谷。他們要求蒲美蓬國王「殺死共產主義者、殺死三位左翼部長、保衛國家經濟體政權」等等。事後，這些團體自稱為國家行政改革委員會。當天他們發表死傷人數，死者46人，傷患180人，且有3059人遭到逮捕。兩天後，皇室指派最高法院法官他宁·盖威迁組成過渡政權。

## 後續影響

### 重返獨裁
屠殺發生後，泰軍國家行政改革委員會以回復社會穩定秩序為由發動政變，使得總理社尼·巴莫於1976年11月下台、國會解散，並實施戒嚴，禁止政黨活動及建立媒體審查機制。皇室欽點他寧·蓋威遷組織的官方，態度傾向維護皇室及反共政府，回復民主實驗前的專制氛圍，評判三年的「失序民主」對泰國社會秩序造成混亂，賦予軍方政變合法性。
這場屠殺事件使得左派知識份子噤聲，原本為農民工人爭取權益的社會運動戛然而止，統治階級及中產階級再次穩定掌握財富的流向及政治權力，剝削及不平等的情況加劇，在泰國政府的組成及政策中亦非常少見左派政治的蹤跡。
事實上，政變得以成功，其中重要原因為其對時勢評估正確，泰國社會長期習慣於獨裁政權下的安寧及秩序，民主化運動所帶來的混亂使得統治階級及中產階級感覺自身利益受到威脅，社會秩序受到破壞，社會改革的訴求及議會民主逐漸失去了社會多數人的支持，中產階級對回歸穩定秩序的願望已然勝過於對新的政治運動的期許，獨裁政權的回歸某種程度上也反映了社會主流意見。

### 1976年後左翼運動
泰國政治學者提蒂南·蓬蘇迪拉克表示法政大學屠殺事件是「泰國集體精神裡的一道疤痕、以及左派和反軍事運動的開始。」洋溢著社會改革熱情的政治運動以血腥鎮壓告終，事件後接續掌權的他寧政府對共產政治思想嚴厲禁止，全泰學生中心面臨解散，學生的出路似乎只剩下退出政治或逃入叢林之中加入泰國共產黨的武裝抗爭運動。
1970年，不少知識份子的加入為泰國共產黨注入新血，此時也達到了全盛時期，然由於鄰國共產黨不再提供泰共協助、政府招安赦罪、左翼勢力內部意見破裂等原因，泰共在1980年迅速衰亡。血腥屠殺事件，使得許多泰國的左翼份子陷入自我審查、懷疑的情結，不敢提出重大的決策，左翼活動史亦受到摧殘。然從1973年民主化實驗也一度成為泰國民眾政治意識抬頭的開端。

### 週年紀念活動

#### 20週年紀念活動
1996年的大屠殺二十週年紀念活動成功地改變了關於這個事件的論述，將其定調為泰國國家對自己人民的罪行。

#### 40週年紀念活動
2016年10月，泰國許多所學校的學生聯合發起紀念大屠殺四十周年活動。香港雨傘革命的領導者黃之鋒原先應泰國學運人物秦聯豐的請邀到朱拉隆功大學演講，但黃之鋒在香港時間10月5日凌晨抵達曼谷機場後旋即遭當地入境處及警察拘留。根據黃之鋒本人自述，海關代表聲稱泰國政府已將他列入黑名單，因此他沒有機會進入泰國。黃之鋒在羈留所待了將近12小時後，才收到允許返港的通知。
泰國總理帕拉育·詹歐查對此表示，「這是中國的事，非關泰國」，宣稱當局是受到中方要求才行動的。

## 相關討論

### 性別與大屠殺

#### 性暴力
在大屠殺的相關討論中，較少提及女性受到的傷害，沒有任何關於性犯罪的官方紀錄或檔案。但從照片、出版的婦女證詞、口述資料看來，當天確實發生了數起性暴力及性騷擾事件。然而受害者自己或者家屬、朋友往往基於恥辱感而寧願保持沉默。即使許多運動的參與者都承認大屠殺當中存在性侵犯，卻沒有人願意多談。

#### 對女性主義運動的影響
學者認為，泰國的女性主義運動在大屠殺之前原本具有鮮明的社會主義色彩，堅決反抗資本主義，關注女性受到的剝削；大屠殺之後，女性主義運動變得較保守，女性主義批判不再強調性別不平等在經濟上的結構性因素，轉向與泰國國族主義較能相容的自由主義女性主義。大屠殺中的性暴力成為國家對付女性主義運動及女性社運份子的手段。

### 泰國民族主義的作用
學生和其他參與者因為投身馬克思主義、成為毛主義者或參與勞工團體而被認為「不是泰國人」，是政治和族群上的他者；這與冷戰背景形成的社會氛圍有關。這些人遭指控為中國人、越南人等非佛教徒共產主義者，無論他們實際上的宗教和族群。事實上，就算在泰國定居數個世代，華裔泰國人仍無條件視同可疑份子。這類指控使得屠殺中的暴力、性侵犯成為對付國家敵人的合理手段，是民族主義的極端表現。